# Shu-bi-dua's værste
Shu-bi-dua's værste er et opsamlingsalbum med sange fra Shu-bi-duas to første albums samt singlerne "Ingen artikler om pladen i "Go"" og "Stærk tobak". Albummet udkom på LP i 1975 og blev senere genudgivet på CD i 1998.

## Spor
| #   | Titel                             | Længde |
| --- | --------------------------------- | ------ |
| 1.  | "Fed Rock"                        | 2:55   |
| 2.  | "Generatorbouillon"               | 3:45   |
| 3.  | "Hva' ka' man få for en ti'er?"   | 2:40   |
| 4.  | "Kylling med softice"             | 1:20   |
| 5.  | "Brutale løg"                     | 2:05   |
| 6.  | "Ingen artikler om pladen i "Go"" | 2:35   |
| 7.  | "Nylon Brando"                    | 2:20   |
| 8.  | "Stærk tobak"                     | 3:05   |
| 9.  | "Min baby bor i højhus"           | 3:30   |
| 10. | "Står på en alpetop"              | 2:50   |
| 11. | "Karbad baby"                     | 2:35   |
| 12. | "Livets pølse"                    | 2:40   |
| 13. | "Lulu rocken går"                 | 2:35   |

Titler og tracklængder er taget fra CD'en.
Spor 1, 2, 4, 5, 10, 11 og 13 stammer fra Shu-bi-dua og spor 3, 7, 9, 12 stammer fra Shu-bi-dua 2. Spor 6 og 8 stammer fra to singler.